# Initiative française pour les récifs coralliens
L'Initiative française pour les récifs coralliens (IFRECOR) est un comité national français en faveur des récifs coralliens des collectivités. Chaque région possède son propre comité (La Réunion, la Nouvelle-Calédonie, les Antilles françaises).
Il dépend directement du Ministère de l'Écologie, du Développement et de l'Aménagement durables français et du ministère chargé de l’outre-mer.